# Parlamentsvalget i Portugal 1919
Parlamentsvalget i Portugal 1919  blev afholdt i Portugal den 11. maj 1919. Valgresultatet var en sejre for Partido Democrático, der vandt 86 ud af 163 pladser i Repræsentanternes Hus og 36 ud af 71 pladser i Senatet.

## Resultater
| Parti                             | Repræsentanterne hus | Repræsentanterne hus | Repræsentanterne hus | Senatet | Senatet  | Senatet |
| Parti                             | Stemmer              | Mandater             | Ændring              | Stemmer | Mandater | Ændring |
| --------------------------------- | -------------------- | -------------------- | -------------------- | ------- | -------- | ------- |
| Partido Democrático               |                      | 86                   | 0                    |         | 36       | 0       |
| Partido Republicano Evolucionista |                      | 38                   | 0                    |         | 27       | 0       |
| Partido da União Republicana      |                      | 17                   | 0                    |         | 27       | 0       |
| Partido Socialista Português      |                      | 8                    | 0                    |         | 0        | 0       |
| Partido do Centro Católico        |                      | 1                    | -4                   |         | 1        | 1       |
| Andre partier og uafhængige       |                      | 13                   | -3                   |         | 7        | -23     |
| Ugyldige/blanke stemmer           |                      | –                    | –                    |         | –        | –       |
| Total                             | -                    | 163                  | +8                   | -       | 71       | -2      |
| Registrerede vælgere/deltagelse   | 500.000              | -                    | –                    | 500.000 | -        | –       |
| Kilde: Nohlen & Stöver            |                      |                      |                      |         |          |         |